# (4378) Voigt
(4378) Voigt ist ein Hauptgürtelasteroid, der am 14. Mai 1988 von Werner Landgraf vom La-Silla-Observatorium aus entdeckt wurde.
Der Asteroid wurde nach dem deutschen Astronomen Hans-Heinrich Voigt (1921–2017) benannt.